# Spalangiopelta dudichi
Spalangiopelta dudichi är en stekelart som beskrevs av Erdös 1955. Spalangiopelta dudichi ingår i släktet Spalangiopelta, och familjen puppglanssteklar. Arten är reproducerande i Sverige.